# كينيث جاك
كينيث جاك (بالإنجليزية: Kenneth Jack)‏ هو رسام أسترالي، ولد في 5 أكتوبر 1924، وتوفي في 10 يونيو 2006.